# Muestreo de depósito
El muestreo de depósito es una familia de algoritmos aleatorios para elegir una muestra aleatoria simple, sin reemplazo, de k elementos de una población de tamaño no conocido n en un solo paso por los elementos. El algoritmo no conoce el tamaño de la población n y, por lo general, es demasiado grande para muestrearla en su totalidad y que todos los n elementos quepan en la memoria principal. La población se revela al algoritmo a lo largo del tiempo y el algoritmo no puede mirar atrás a elementos anteriores. En cualquier momento, el estado actual del algoritmo debe permitir la extracción de una muestra aleatoria simple sin reemplazo de tamaño k sobre la parte de la población vista hasta el momento.

## Motivación
Supongamos que vemos una secuencia de elementos, uno a la vez. Queremos mantener diez de estos en la memoria y que se seleccionen al azar en la secuencia. Si conocemos el número total de elementos n y podemos acceder a los elementos arbitrariamente; por lo tanto, la solución es fácil: se seleccionan 10 índices distintos i entre 1 y n con la misma probabilidad y se conservan los i -ésimos elementos. El problema es que no siempre conocemos el n exacto de antemano.

## Simple: algoritmo R
Jeffrey Vitter creó un algoritmo simple y popular pero lento, el algoritmo R.
Inicialice una matriz {\displaystyle R} indexada de {\displaystyle 1} a {\displaystyle k}, que contenga los primeros k elementos de la entrada {\displaystyle x_{1},...,x_{k}} . Este es el depósito .

 Por cada nueva entrada {\displaystyle x_{i}}, genere un número aleatorio j uniformemente en {\displaystyle \{1,...,i\}} . Si {\displaystyle j\in \{1,...,k\}}, haga que {\displaystyle R[j]:=x_{i}}, de lo contrario, descarte {\displaystyle x_{i}} .

 Devuelva {\displaystyle R} una vez procesadas todas las entradas.
Este algoritmo funciona por inducción en {\displaystyle i\geq k} .
PruebaCuando i = k el algoritmo R devuelve todas las entradas, proporcionando  la base para una demostración por inducción matemática.
Aquí, la hipótesis de inducción es que la probabilidad de que una determinada entrada esté incluida en el depósito justo antes de que se procese la (i + 1)-ésima entrada es k / i y debemos demostrar que la probabilidad de que una entrada determinada esté incluida en el depósito es k / (i + 1) justo después de que se procese la (i + 1)-ésima entrada. Aplique el algoritmo R a la (i + 1)-ésima entrada. La entrada xi+1 se incluye con probabilidad k / (i + 1) por definición del algoritmo. Para cualquier otra j ∈ {k + 1,…, i + 1}, por la hipótesis de inducción, la probabilidad de que la entrada xr ∈ {x1,…, xi} se incluya en el depósito justo antes de que se procese la (i + 1)-ésima entrada, es k / i. 
La probabilidad de que siga incluida en el depósito después de procesar xi+1 (es decir, de que xr no sea sustituida por xi+1) es (k / i)(1 – 1 / (i + 1)). Este último resultado se desprende de la suposición de que el número entero j j se genera uniformemente al azar; una vez que queda claro que de hecho se producirá una sustitución, la probabilidad de que xr en particular sea sustituido por xi+1 es (k / (i + 1))(1 / k) = 1 / (i + 1).
Hemos demostrado que la probabilidad de que una entrada nueva entre en el depósito es igual a la probabilidad de que una entrada existente se mantenga en el depósito. Por lo tanto, concluimos por el principio de inducción matemática que el algoritmo R produce efectivamente una muestra aleatoria de las entradas.
Aunque  es conceptualmente simple y sencillo de entender, este algoritmo necesita generar un número aleatorio para cada elemento de la entrada, incluidos los elementos que se descartan. Por lo tanto, el tiempo de ejecución asintótico del algoritmo es {\displaystyle O(n)}. Generar esta cantidad de aleatoriedad y el tiempo de ejecución lineal hace que el algoritmo sea innecesariamente lento cuando la población de entrada es grande.

Este es el Algoritmo R, implementado del siguiente modo:
```
(* S tiene elementos para muestrear, R contendrá el resultado *)

ReservoirSample
(
S
[
1
..
n
]
,
 
R
[
1
..
k
])

  
// llenar el conjunto de depósitos

  
for
 
i
 
:=
 
1
 
to
 
k

      
R
[
i
]
 
:=
 
S
[
i
]

  
// sustituir elementos con probabilidad gradualmente decreciente

  
for
 
i
 
:=
 
k
+
1
 
to
 
n

    
(* randomInteger(a, b) genera un entero uniforme del intervalo inclusivo {a, ..., b} *)

    
j
 
:=
 
randomInteger
(
1
,
 
i
)

    
if
 
j
 
<=
 
k

        
R
[
j
]
 
:=
 
S
[
i
]

```

(* S tiene elementos para muestrear, R contendrá el resultado *)
MuestraDeDeposito(S[1..n], R[1..k])
  // llenar el arreglo del depósito
  for i := 1 to k
      R[i] := S[i]
  // sustituir elementos con probabilidad gradualmente decreciente
  for i := k+1 to n
    (* randomInteger(a, b) genera un entero uniforme del intervalo inclusivo {a, ..., b} *)
    j := randomInteger(1, i)
    if j <= k
        R[j] := S[i]

## Óptimo: algoritmo L
Si generamos {\displaystyle n} números al azar {\displaystyle u_{1},...,u_{n}\sim U[0,1]} independientemente, los índices de los {\displaystyle k} más pequeños es una muestra uniforme de los subconjuntos de k de {\displaystyle \{1,...,n\}} .

El proceso se puede hacer sin conocer {\displaystyle n}:
Conserve los  {\displaystyle k} más pequeños de {\displaystyle u_{1},...,u_{i}} vistos hasta ahora, así como {\displaystyle w_{i}}, el índice de los más grandes entre ellos. Para cada {\displaystyle u_{i+1}} nuevo compare con {\displaystyle u_{w_{i}}}. Si {\displaystyle u_{i+1}<u_{w_{i}}}, descarte {\displaystyle u_{w_{i}}}, almacene {\displaystyle u_{i+1}} y establezca {\displaystyle w_{i+1}} como el índice del mayor entre ellos. De lo contrario, descarte {\displaystyle u_{i+1}} y haga {\displaystyle w_{i+1}=w_{i}} .
Ahora combine esto con el flujo de entradas {\displaystyle x_{1},...,x_{n}} . Cada vez que alguna {\displaystyle u_{i}} se acepta, guarde el {\displaystyle x_{i}} correspondiente. Cada vez que alguna {\displaystyle u_{i}} se descarta, descarte el {\displaystyle x_{i}} correspondiente.
Este algoritmo todavía necesita {\displaystyle O(n)} números aleatorios y toma un tiempo de {\displaystyle O(n)}. Pero se puede simplificar.
Primera simplificación: no es necesario probar {\displaystyle u_{i+1},u_{i+2},...} nuevos uno por uno, ya que la probabilidad de que la siguiente aceptación suceda en {\displaystyle u_{i+l}} es {\displaystyle (1-u_{w_{i}})^{l-1}-(1-u_{w_{i}})^{l}}, es decir, el intervalo {\displaystyle l} de aceptación sigue una distribución geométrica.
Segunda simplificación: no es necesario recordar todo el arreglo de los {\displaystyle k} más pequeños de {\displaystyle u_{1},...,u_{i}} que se ha visto hasta ahora, sino simplemente {\displaystyle w}, el mayor de ellos. Esto se basa en tres observaciones:
- Cada vez que un {\displaystyle x_{i+1}} nuevo se selecciona para ir al depósito, se descarta una entrada uniformemente aleatoria en el almacenamiento.
- {\displaystyle u_{i+1}\sim U[0,w]}
- {\displaystyle w_{i+1}} tiene la misma distribución que {\displaystyle \max\{u_{1},...,u_{k}\}}, donde todos {\displaystyle u_{1},...,u_{k}\sim U[0,w]} de modo independiente. Esto puede ser muestreado con la primera toma de {\displaystyle u\sim U[0,1]}muestras y tomando {\displaystyle w\cdot u^{\frac {1}{k}}} .

Este es el algoritmo L, que se implementa así:
```
(* S tiene elementos para muestrear, R contendrá el resultado *)

MuestraDeDeposito
(
S
[
1
..
n
]
,
 
R
[
1
..
k
])

 
// llenar el arreglo del depósito

 
for
 
i
 
=
 
1
 
to
 
k

   
R
[
i
]
 
:=
 
S
[
i
]

 
(* random() genera un número (0,1) aleatorio uniforme *)

 
W
 
:=
 
exp
(
log
(
random
())
/
k
)

 
while
 
i
 
<=
 
n

   
i
 
:=
 
i
 
+
 
floor
(
log
(
random
())
/
log
(
1
-
W
))
 
+
 
1

   
if
 
i
 
<=
 
n

     
(* sustituir un elemento aleatorio del depósito por el elemento i *)

     
R
[
randomInteger
(
1
,
k
)]
 
:=
 
S
[
i
]
 
// índice aleatorio comprendido entre 1 y k, ambos inclusive

     
W
 
:=
 
W
 
*
 
exp
(
log
(
random
())
/
k
)

```

Este algoritmo calcula tres números aleatorios para cada elemento que entra a formar parte del depósito y no dedica tiempo a los elementos que no lo hacen. Así que el tiempo de ejecución esperado es {\displaystyle O(k(1+\log(n/k)))}, que es óptimo. Al mismo tiempo, es fácil de implementar de manera eficiente y no depende de desviaciones aleatorias de distribuciones exóticas o difíciles de calcular.

## Con clasificación aleatoria
Si asociamos a cada elemento de la entrada un número aleatorio generado uniformemente, los k elementos con los valores asociados más grandes (o, equivalentemente, más pequeños) forman una muestra aleatoria simple. Por lo tanto, un muestreo de depósito simple mantiene los k elementos con los valores asociados más grandes en el momento en una cola de prioridad .
```
(*

S es un flujo de elementos para muestrear

S.Current devuelve el elemento actual del flujo

S.Next avanza el flujo a la siguiente posición

 min-priority-queue permite:

  Count -> número de elementos en la cola de prioridad

  Mínimo -> devuelve el valor de clave mínimo de todos los elementos

  Extract-Min() -> Elimina el elemento con clave mínima

  Insert(key, Item) -> Añade el elemento con la clave especificada

 *)

ReservoirSample
(
S
[
1
..
?
])

 
H
 
:=
 
new
 
min
-
priority
-
queue

 
while
 
S
 
has
 
data

  
r
 
:=
 
random
()
  
// aleatorio uniforme entre 0 y 1, exclusivo

  
if
 
H
.
Count
 
<
 
k

   
H
.
Insert
(
r
,
 
S
.
Current
)

  
else

   
// conservar k elementos con las mayores claves asociadas

   
if
 
r
 
>
 
H
.
Minimum

    
H
.
Extract
-
Min
()

    
H
.
Insert
(
r
,
 
S
.
Current
)

  
S
.
Next

 
return
 
items
 
in
 
H

```

El tiempo de ejecución esperado de este algoritmo es {\displaystyle O(n+k\log k\log(n/k))} y es relevante en particular porque puede extenderse fácilmente a elementos ponderados.

## Muestreo aleatorio ponderado
Este método, también conocido como muestreo secuencial, es incorrecto en el sentido de que no permite obtener probabilidades de inclusión fijadas con anterioridad. Algunas aplicaciones requieren que las probabilidades de muestreo de los elementos estén de acuerdo con los pesos asociados con cada elemento. Por ejemplo, es posible que sea necesario muestrear consultas en un motor de búsqueda, con peso, según la cantidad de veces que se realizaron para que la muestra pueda analizarse con respecto al impacto general en la experiencia del usuario. Sean el peso del elemento i {\displaystyle w_{i}} y la suma de todos los pesos sea W, hay dos maneras de interpretar los pesos asignados a cada elemento del conjunto:
1. En cada ronda, la probabilidad de que cada elemento no seleccionado sea seleccionado en esa ronda sea proporcional a su peso en relación con los pesos de todos los elementos no seleccionados. Si X es la muestra actual, la probabilidad de un elemento {\displaystyle i\notin X} de ser seleccionado en esa ronda es {\displaystyle \textstyle w_{i}/(W-\sum _{j\in X}{w_{j}})} .
2. La probabilidad de que cada elemento sea incluido en la muestra aleatoria es proporcional a su peso relativo, es decir, {\displaystyle w_{i}/W}. Tenga en cuenta que esta interpretación podría no ser posible en algunos casos, por ejemplo cuando{\displaystyle k=n}.

### Algoritmo A-Res
El siguiente algoritmo fue desarrollado por Efraimidis y Spirakis que usan la interpretación 1:
```
(*

 S es un flujo de elementos a muestrear

 S.Actual devuelve el elemento actual del flujo

 S.Peso devuelve el peso del elemento actual del flujo

 S.Next avanza el flujo a la siguiente posición

 El operador de potencia se representa mediante ^

 min-priority-queue permite:

  Count -> número de elementos en la cola de prioridad

  Minimum() -> devuelve el valor de clave mínimo de todos los elementos

  Extract-Min() -> Elimina el elemento con clave mínima

  Insert(key, Item) -> Añade el elemento con la clave especificada

 *)

ReservoirSample
(
S
[
1
..
?
])

 
H
 
:=
 
new
 
min
-
priority
-
queue

 
while
 
S
 
has
 
data

  
r
 
:=
 
random
()
 
^
 
(
1
/
S
.
Weight
)
  
// random() produce un número aleatorio uniforme en (0,1)

  
if
 
H
.
Count
 
<
 
k

   
H
.
Insert
(
r
,
 
S
.
Current
)

  
else

   
// conservar los k elementos con las claves asociadas más grandes

   
if
 
r
 
>
 
H
.
Minimum

    
H
.
Extract
-
Min
()

    
H
.
Insert
(
r
,
 
S
.
Current
)

  
S
.
Next

 
return
 
items
 
in
 
H

```

Este algoritmo es idéntico al algoritmo dado en <i>Reservoir Sampling with Random Sort</i> salvo en la generación de las claves de los elementos. El algoritmo equivale a asignar a cada elemento una clave {\displaystyle r^{1/w_{i}}} donde r es el número aleatorio y se seleccionan los k elementos con las claves más grandes. De manera equivalente, una formulación más estable numéricamente de este algoritmo calcula las claves como {\displaystyle -\ln(r)/w_{i}} y selecciona los elementos k con las claves más pequeñas. 

### Algoritmo A-ExpJ
El siguiente algoritmo es una versión más eficiente de A-Res, también proporcionado por Efraimidis y Spirakis:
```
(*

 S es un flujo de elementos a muestrear

 S.Actual devuelve el elemento actual del flujo

 S.Peso devuelve el peso del elemento actual del flujo

 S.Next avanza el flujo a la siguiente posición

 El operador de potencia se representa mediante ^

 min-priority-queue permite:

  Count -> número de elementos en la cola de prioridad

  Mínimo -> clave mínima de cualquier elemento de la cola de prioridad

  Extract-Min() -> Elimina el elemento con clave mínima

  Insert(Key, Item) -> Añade el elemento con la clave especificada

 *)

ReservoirSampleWithJumps
(
S
[
1
..
?
])

 
H
 
:=
 
new
 
min
-
priority
-
queue

 
while
 
S
 
has
 
data
 
and
 
H
.
Count
 
<
 
k

  
r
 
:=
 
random
()
 
^
 
(
1
/
S
.
Weight
)
  
// random() produce un número aleatorio uniforme en (0,1)

  
H
.
Insert
(
r
,
 
S
.
Current
)

  
S
.
Next

 
X
 
:=
 
log
(
random
())
 
/
 
log
(
H
.
Minimum
)
 
// esta es la cantidad de peso que hay que saltar

 
while
 
S
 
has
 
data

  
X
 
:=
 
X
 
-
 
S
.
Weight

  
if
 
X
 
<=
 
0

   
t
 
:=
 
H
.
Minimum
 
^
 
S
.
Weight

   
r
 
:=
 
random
(
t
,
 
1
)
 
^
 
(
1
/
S
.
Weight
)
 
// random(x, y) produce un número aleatorio uniforme en (x, y)

  

   
H
.
Extract
-
Min
()

   
H
.
Insert
(
r
,
 
S
.
Current
)

   
X
 
:=
 
log
(
random
())
 
/
 
log
(
H
.
Minimum
)

  
S
.
Next

 
return
 
items
 
in
 
H

```

Este algoritmo sigue las mismas propiedades matemáticas que se utilizan en A-Res, pero en vez de calcular la clave para cada elemento y verificar si ese elemento debe insertarse, calcula un salto exponencial al siguiente elemento que se insertará. Esto evita tener que crear variantes aleatorias para cada elemento, lo que puede resultar costoso. El número de variables aleatorias requeridas se reduce de {\displaystyle O(n)} a {\displaystyle O(k\log(n/k))}, donde {\displaystyle k} es el tamaño del depósito y {\displaystyle n} es el número de elementos en la secuencia.

### Algoritmo A-Chao
El siguiente algoritmo fue desarrollado por MT Chao quien utiliza la interpretación 2:
```
(*

 S tiene elementos para muestrear, R contendrá el resultado

 S[i].Weight contiene el peso de cada elemento

 *)

WeightedReservoir
-
Chao
(
S
[
1
..
n
]
,
 
R
[
1
..
k
])

 
WSum
 
:=
 
0

 
// llenar el arreglo del depósito

 
for
 
i
 
:=
 
1
 
to
 
k

   
R
[
i
]
 
:=
 
S
[
i
]

   
WSum
 
:=
 
WSum
 
+
 
S
[
i
]
.
Weight

 
for
 
i
 
:=
 
k
+
1
 
to
 
n

  
WSum
 
:=
 
WSum
 
+
 
S
[
i
]
.
Weight

  
p
 
:=
 
S
[
i
]
.
Weight
 
/
 
WSum
 
// probabilidad para este elemento

  
j
 
:=
 
random
()
;
     
// aleatorio uniforme entre 0 y 1

  
if
 
j
 
<=
 
p
        
// seleccionar elemento según probabilidad

    
R
[
randomInteger
(
1
,
k
)]
 
:=
 
S
[
i
]
 
//selección uniforme en depósito para sustitución

```

Para cada elemento, se calcula el peso relativo y se usa para decidir aleatoriamente si el elemento se agregará al depósito. Si se selecciona el elemento, uno de los elementos existentes en el depósito se selecciona uniformemente y se reemplaza con el elemento nuevo. La clave aquí es que, si las probabilidades de todos los elementos en el depósito ya son proporcionales a sus pesos, al seleccionar uniformemente qué elemento reemplazar, las probabilidades de todos los elementos siguen siendo proporcionales a su peso después del reemplazo.
Tenga en cuenta que Chao no especifica cómo muestrear los primeros k elementos. Simplemente asume que tenemos alguna otra forma de recogerlos en proporción a su peso. Chao: «Supongamos que tenemos un plan de muestreo de tamaño fijo con respecto a S_k en el momento A ; tal que su probabilidad de inclusión de primer orden de X_t es π(k; i) ».

#### Algoritmo A-Chao con saltos
De modo similar a los otros algoritmos, se puede calcular un peso aleatorio j y restar los valores de masa de probabilidad de los elementos, haciéndolos a un lado; mientras que j > 0, reduciendo la cantidad de números aleatorios que deben generarse.
```
(*

 S tiene elementos para muestrear, R contendrá el resultado

 S[i].Weight contiene el peso de cada elemento

 *)

WeightedReservoir
-
Chao
(
S
[
1
..
n
]
,
 
R
[
1
..
k
])

 
WSum
 
:=
 
0

 
// llenar el arreglo del depósito

 
for
 
i
 
:=
 
1
 
to
 
k

   
R
[
i
]
 
:=
 
S
[
i
]

   
WSum
 
:=
 
WSum
 
+
 
S
[
i
]
.
Weight

 
j
 
:=
 
random
()
 
// aleatorio uniforme entre 0 y 1

 
pNone
 
:=
 
1
 
// probabilidad de que no se haya seleccionado ningún elemento hasta el momento (en este salto)

 
for
 
i
 
:=
 
k
+
1
 
to
 
n

  
WSum
 
:=
 
WSum
 
+
 
S
[
i
]
.
Weight

  
p
 
:=
 
S
[
i
]
.
Weight
 
/
 
WSum
 
// probabilidad para este elemento

  
j
 
-=
 
p
 
*
 
pNone

  
pNone
 
:=
 
pNone
 
*
 
(
1
 
-
 
p
)

  
if
 
j
 
<=
 
0

    
R
[
randomInteger
(
1
,
k
)]
 
:=
 
S
[
i
]
 
//selección uniforme en el depósito para la sustitución

    
j
 
=
 
random
()

    
pNone
 
:=
 
1

```

## Relación con el algoritmo de Fisher-Yates
Supongamos que se quiere tomar k cartas al azar de una baraja. Un método natural sería barajar las cartas y luego tomar las k cartas superiores. En el caso general, el barajado también debe funcionar incluso si el número de cartas no se conoce de antemano, una condición que se cumple con la versión de adentro hacia afuera del algoritmo Fisher-Yates :
```
(* S tiene la entrada, R contendrá la permutación de salida *)

Shuffle
(
S
[
1
..
n
]
,
 
R
[
1
..
n
])

 
R
[
1
]
 
:=
 
S
[
1
]

 
for
 
i
 
from
 
2
 
to
 
n
 
do

   
j
 
:=
 
randomInteger
(
1
,
 
i
)
 
// intervalo inclusivo

   
R
[
i
]
 
:=
 
R
[
j
]

   
R
[
j
]
 
:=
 
S
[
i
]

```

Tenga en cuenta que aunque el resto de las cartas se barajan, solo las primeras k importan en el contexto presente. Por lo tanto, el arreglo R solo necesita rastrear las cartas en las primeras k posiciones mientras realiza el barajado, lo que reduce la cantidad de memoria necesaria. Truncando R a la longitud k, el algoritmo se modifica en consecuencia:
```
(* S tiene elementos para muestrear, R contendrá el resultado *)

ReservoirSample
(
S
[
1
..
n
]
,
 
R
[
1
..
k
])

 
R
[
1
]
 
:=
 
S
[
1
]

 
for
 
i
 
from
 
2
 
to
 
k
 
do

   
j
 
:=
 
randomInteger
(
1
,
 
i
)
 
// intervalo inclusivo

   
R
[
i
]
 
:=
 
R
[
j
]

   
R
[
j
]
 
:=
 
S
[
i
]

 
for
 
i
 
from
 
k
 
+
 
1
 
to
 
n
 
do

   
j
 
:=
 
randomInteger
(
1
,
 
i
)
 
// intervalo inclusivo

   
if
 
(
j
 
<=
 
k
)

     
R
[
j
]
 
:=
 
S
[
i
]

```

Dado que el orden de las primeras k cartas no importa, el primer bucle se puede eliminar y R se puede inicializar para ser los primeros k elementos de la entrada. Esto produce el algoritmo R.

## Propiedades estadísticas
La probabilidad de selección de los métodos de depósito se analiza en Chao (1982) y Tillé (2006). Mientras que la probabilidad de selección de primer orden es igual a {\displaystyle k/n} (o, en el caso del procedimiento de Chao, a un conjunto arbitrario de probabilidades desiguales), las probabilidades de selección de segundo orden dependen del orden en que se clasifican los registros en el depósito original. El problema se resuelve con el método de muestreo de cubos de Deville y Tillé (2004).

## Limitaciones
El muestreo de depósito supone que la muestra deseada cabe en la memoria principal, lo que a menudo implica que k es una constante independiente de n. En las aplicaciones en las que nos gustaría seleccionar un gran subconjunto de la lista de entrada (digamos un tercero, es decir, {\displaystyle k=n/3} ), es necesario adoptar otros métodos. Se han propuesto algunas implementaciones distribuidas para resolver este problema.